# Царь зверей
«Царь зверей» (урду دی ڈونکی كِنگ; англ. The Donkey King) — полнометражный компьютерный анимационный фильм производства Пакистана, выпущенный студиями Geo Films и Talisman Studios в 2018 году. Первый пакистанский фильм, дублированный на семи языках для проката за пределами страны.

## Сюжет
Молодой ослик Мангу, криворукий работник прачечной, вечно портящий вещи, невероятным стечением обстоятельств избран королём города зверей Азад-Нагар. Ему придётся одолеть не только собственную лень и тупость; мошенников под личиной друзей, но и коварного врага, угрожающего городу. Помимо ярких красок, зажигательной музыки и симпатичных персонажей, фильм содержит острую сатиру на предвыборные технологии.

## Роли озвучивали
| Актёр           | Персонаж                                                      |
| --------------- | ------------------------------------------------------------- |
| Афзал Хан       | Ян Мангу, осёл из прачечной и новый король Азад-Нагара        |
| Гулам Мохиуддин | Бадшах Хан, лев — король, ушедший на покой                    |
| Хина Дилпазир   | Мисс Фитна, лисица — первый помощник прежнего и нового короля |
| Адиль Хашми     | Шахзад Хан, лев — сын Бадшах Хана и соперник Мангу на выборах |
| Фейсал Куреши   | обезьяна, телеведущий                                         |
| Салман Сакиб    | Рангела, хамелеон из королевской администрации                |
| Джавед Шейх     | Чангу, осёл — покойный отец Мангу                             |
| Ирфан Хоосат    | Рафтаар, мудрая черепаха                                      |
| Шаббир Ян       | Сардар Чача, медведь из народа                                |
| Шафаат Али      | Рональд Крамп, невезучий гиппопотам                           |
| Сахиба Афзал    | ослица, возлюбленная Мангу                                    |

## Создание и выпуск
По словам режиссёра фильма Азиза Джиндани, фильм был задуман ещё в 2003 году. Работа над фильмом началась в 2013 году, когда Джиндани продюсировал мультсериал Commander Safeguard. Тизер «Царя зверей» был выпущен 20 августа, трейлер — 23 сентября 2018 года.
Перед выходом фильма был подан иск о его запрете из-за заглавной песни, высмеивающей раджей, потомки которых в Пакистане до сих пор носят этот титул. Иск был отклонён апелляционным судом Исламабада. Спекуляции о сходстве главного героя фильма с премьер-министром Пакистана Имраном Ханом были с негодованием отвергнуты компанией Geo Films.
Премьера фильма состоялась 13 октября 2018 года в Nueplex, самом большом кинотеатре в Карачи.
Был поставлен рекорд кассовых сборов первого дня показа среди всех пакистанских мультфильмов — 3,6 миллионов рупий. Во второй день кассовые сборы достигли 10 миллионов рупий, что стало самой большой дневной выручкой в истории пакистанской мультипликации. За первую неделю показа фильм заработал более 40 миллионов рупий, за 25 недель — 250 миллионов. По состоянию на февраль 2020 года фильм стал шестым по популярности фильмом в истории Пакистана.
В 2019 году мультфильм был дублирован на корейский, испанский, каталонский, баскский, русский, украинский и турецкий языки. В испанском дубляже фильм выходил и в Южной Америке — в Колумбии и Перу.